# برزیل در المپیک تابستانی ۲۰۰۸
برزیل در بازی‌های المپیک تابستانی ۲۰۰۸ که در شهر پکن چین برگزار شد، کاروان برزیل با ۲۷۷ ورزشکار در این رقابت‌ها شرکت کرد و موفق به کسب ۱۵ مدال (۳ طلا، ۴ نقره، ۸ برنز) شد. در جدول رتبه‌بندی توزیع مدال‌ها، برزیل در ردهٔ ۲۳ مسابقات قرار گرفت.